# Кастелана Гроте
Кастела̀на Гро̀те (на италиански: Castellana Grotte, на местен диалект Casteddone, Кастедоне) е град и община в Южна Италия, провинция Бари, регион Пулия. Разположен е на 300 m надморска височина. Населението на общината е 19 435 души (към 2010 г.).